# علی‌آباد (براکوه)
علی‌آباد یک روستا در ایران است که در دهستان براکوه شهرستان خوسف واقع شده‌است. علی‌آباد ۳۲ نفر جمعیت دارد.